# Ніл Еберкромбі
Ніл Еберкромбі (англ. Neil Abercrombie; нар. 26 червня 1938, Баффало, Нью-Йорк) — американський політик-демократ. З 1986 по 1987 рр. і з 1991 по 2010 рр. був членом Палати представників США. З 2010 по 2014 рр. обіймав посаду губернатора штату Гаваї.
Еберкромбі навчався в Юніон коледжі і Гавайському університеті в Маноа. У 1970 р. він намагався стати кандидатом Демократичної партії до Сенату США. З 1974 по 1978 рр. він був членом Палати представників Гаваїв, а з 1978 по 1986 рр. — членом Сенату штату Гаваї. З 1988 по 1991 рр. він також був членом міської ради Гонолулу.